# Furio Jesi
Furio Jesi (Turim, 19 maio 1941 – Génova, 17 junho 1980) foi um historiador, crítico literário, ensaísta, germanista, arqueólogo e professor universitário italiano  .

## Publicações em português
- O mito. Lisboa: Presença, 1988. 132p. (Biblioteca de textos universitarios, 92).
- Spartakus: simbologia da revolta. N-1 Edições, 2018. 224 p.